# 相思樹

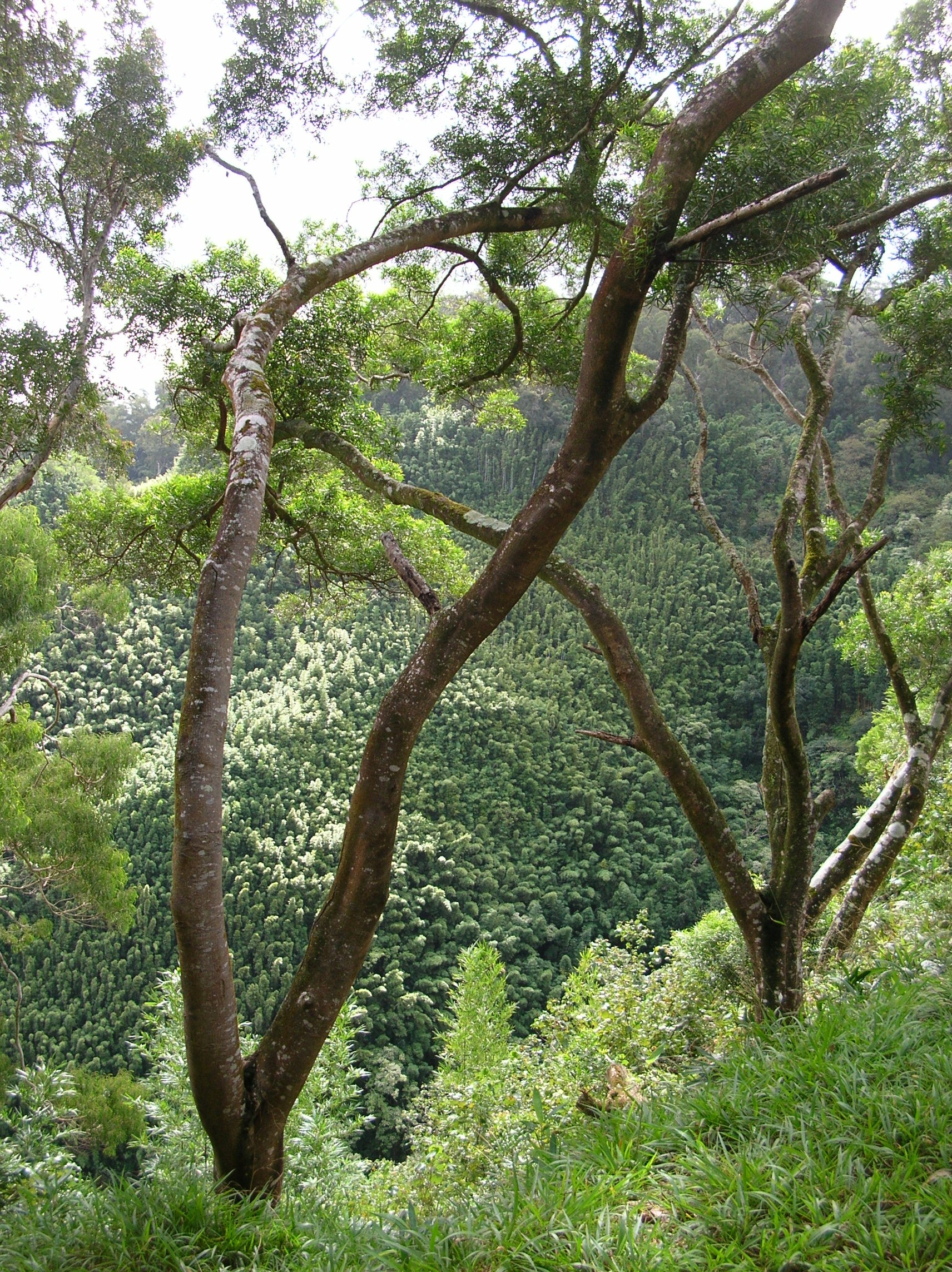
相思樹生長形態

相思樹（學名：Acacia confusa），又名台灣相思樹、台灣相思、香絲樹、相思仔、台灣紫檀，為豆科含羞草亞科相思樹屬植物，原產於台灣南部、中國南方及東南亞一帶，於台灣日治時期被日本人廣泛種植至全台各地，是台湾早期知名的造林树种之一。近數十年於香港也被廣泛種植於郊野公園和市區公園內，與紅膠木和濕地松合稱香港「植林三寶」。此外，在欧洲也有零散分布，如西班牙的地中海沿岸地区。

## 特徵
相思樹屬於常綠喬木，樹枝摸起來較平滑而且無刺。在種子、幼苗的階段，可發現到它的「真葉」（真正的葉子，有別於稍後的葉柄變態成葉子形狀的「假葉」），真葉是二回羽狀複葉，在相思樹長大之後，葉子會退化成假葉。因為相思樹生長在較乾旱的地區，為了減少水分蒸發量，必須有自我保護的機制，就跟仙人掌一樣。假葉是鐮刀狀且互生，花金黃色，聞起來有輕淡的香味。花萼約為花冠的一半長，有著淡綠色的花瓣，花瓣長約2mm。其果實為莢果。

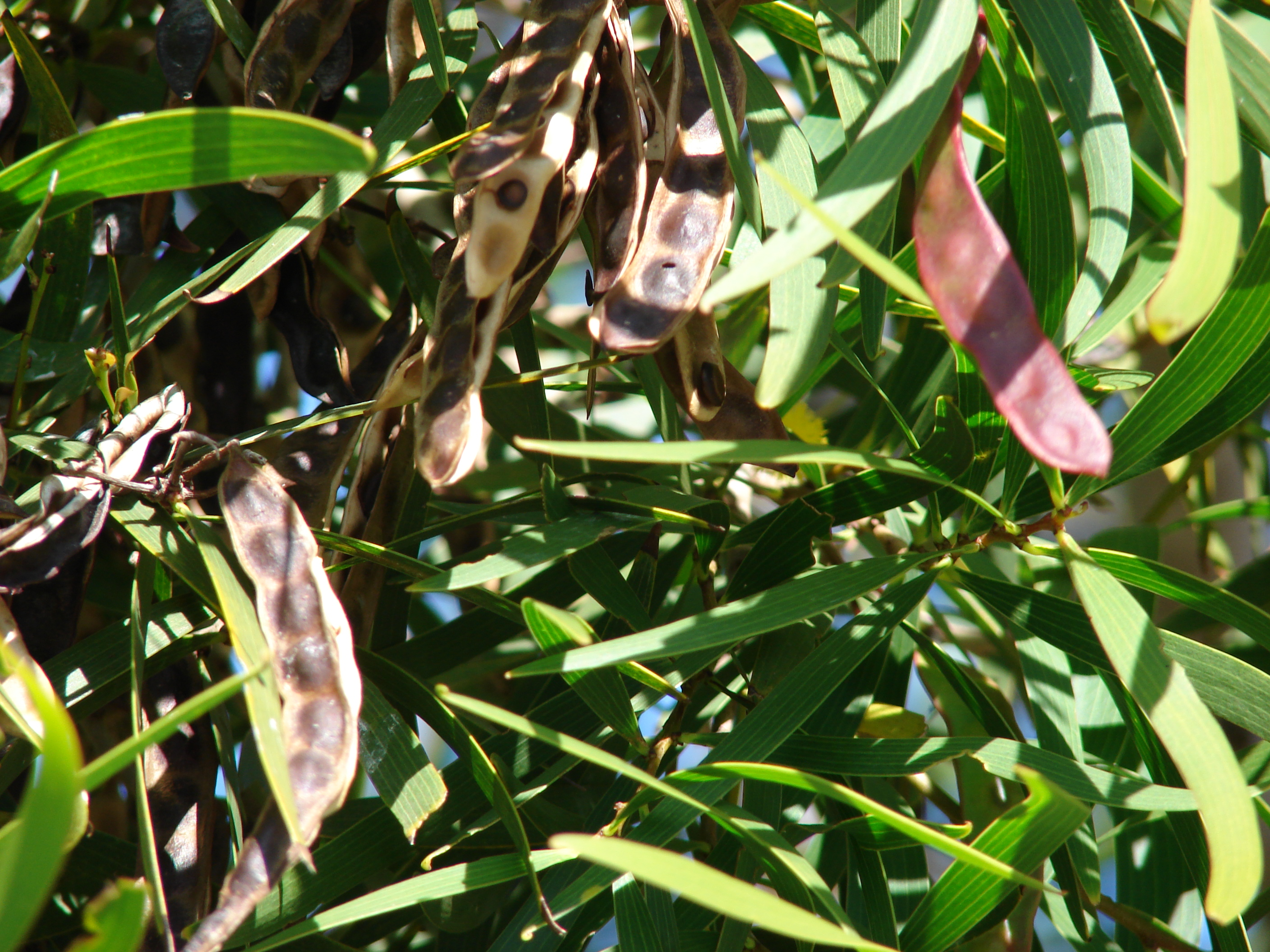
相思樹的莢果
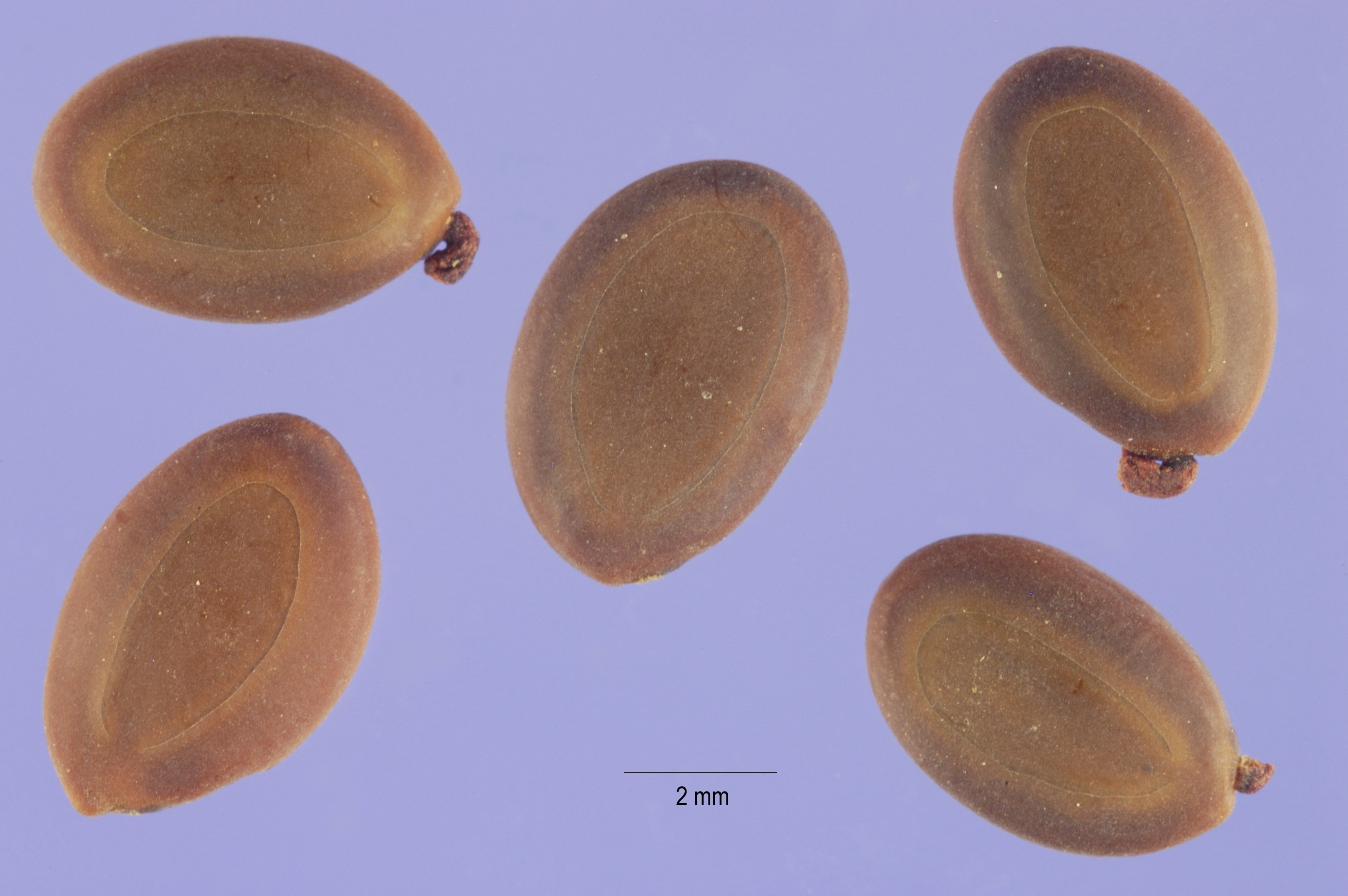
相思樹的種子
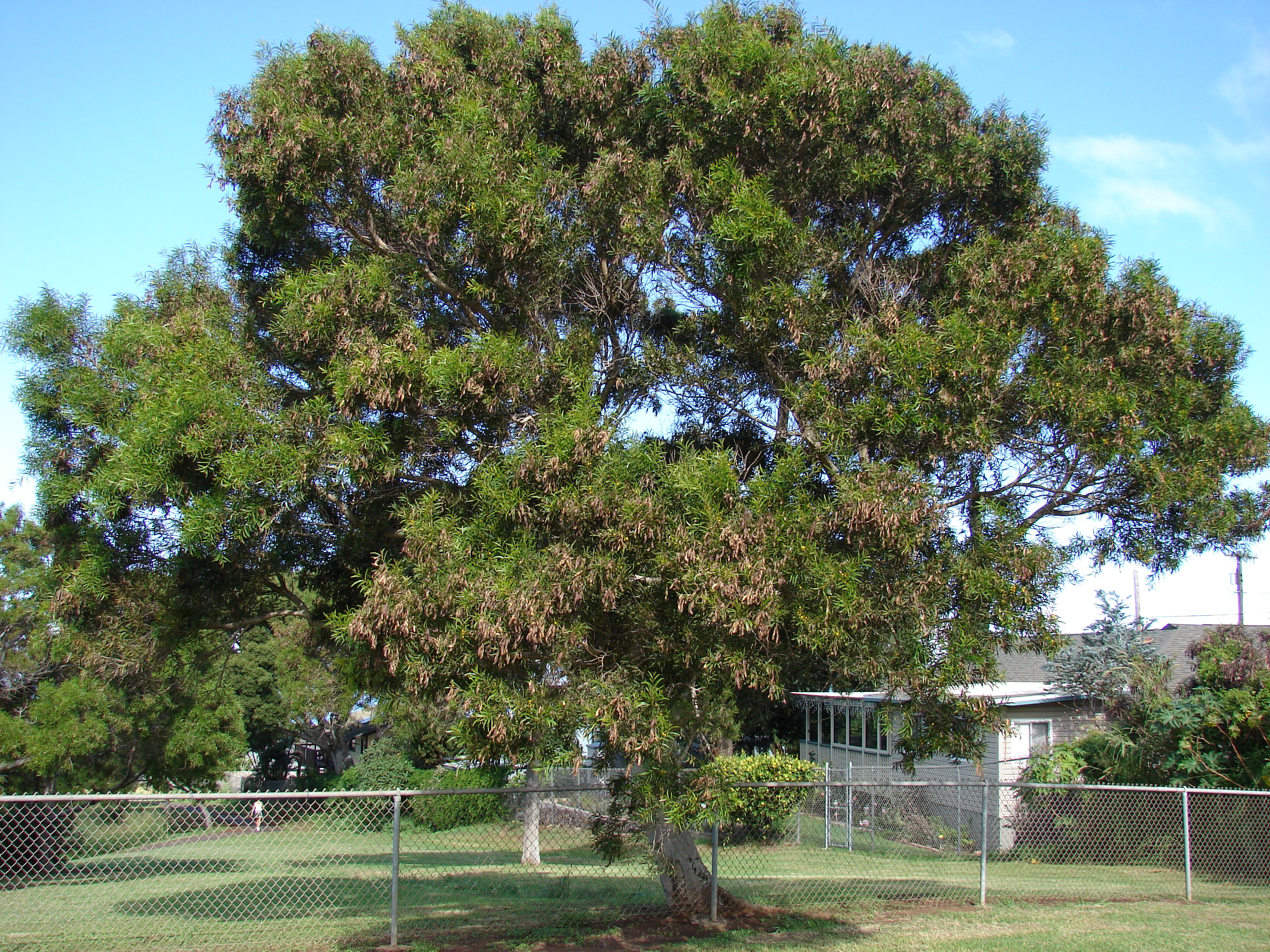
相思樹

## 用途
- 相思樹的樹幹非常堅硬，可作為薪炭材，故稱為相思炭，而且可燃燒許多時間。
- 木材可製火車路軌的枕木、礦坑用材；台灣北部礦坑用的支撐木材幾乎均用相思樹幹。亦可製做家具、農具。
- 由於它的根部分化的非常多，能夠緊抓土壤，再加上能夠禁得起強風、旱災和可生長於貧瘠之地的優點，所以常用作綠化荒山、水土保持。
- 根部長有根瘤菌，根瘤菌能固定空氣中的氮將其轉化為植物可直接吸收的氮元素，而相思樹則提供根瘤菌所需的養份。有助改善貧瘠土地缺氮的情況[4][5]。
- 根據台灣大學張上鎮教授的研究，相思樹樹皮有保肝與治痛風的功效[6][7]
- 相思樹皮富含單寧，被作為單寧紅用於植物染。[8]
- 製成木地板安裝於家庭、辦公室、餐廳....等等
- 在台灣相當普遍的相思樹樹皮已知可精煉含有致幻生物鹼的二甲基色胺（DMT）[9]
- 使用相思樹樹皮與駱駝蓬子熬煮而成的湯，又稱為相思湯[10]，是南美死藤水（Ayahuasca）的一種變形（Ayahuasca analogues）

## 植物性化合物
相思樹中的植物性化合物：

### 樹幹皮
- N-甲基色胺（NMT）與二甲基色胺（DMT）約佔 0.3-1.6%[11]

### 根皮
- N-甲基色胺（NMT）, 1.43%[12][與來源不符]
- 二甲基色胺（DMT）, 1.15%[12][與來源不符]

### 種子
- Oxalyldiaminopropionic acid（英语：Oxalyldiaminopropionic acid） （α-amino-β-oxalylaminopropionic acid）[13]

### 莖
- N-甲基色胺, 0.04%[12]

## 外部連結
- 台灣老樹：相思樹 （页面存档备份，存于）
- 康文署：香港觀賞植物照片廊
- 迎接金黃的花海，談相思樹 （页面存档备份，存于）
- 台灣相思, Taiwanxiangsi （页面存档备份，存于） 藥用植物圖像數據庫 (香港浸會大學中醫藥學院) （繁體中文）（英文）